# 平野八郎
平野 八郎（ひらの はちろう、1889年（明治22年）3月2日 - 1977年（昭和52年）8月1日）は、大正から昭和期の農業経営者、政治家。衆議院議員、大分県大分郡由布川村長、同郡挾間村長、同郡挾間町長。

## 経歴
大分県大分郡朴木村（由布川村大字朴木、挾間村、挾間町を経て現由布市）で生まれる。明治大学専門部法律科で学んだ。その後、農業を営む。
1920年（大正9年）由布川村長に就任。道路整備、井路掘削、植林、学校施設の整備などに尽力し、1928年（昭和3年）に退任。1940年（昭和15年）由布川村長に再任され、1946年（昭和21年）まで在任した。その他、大分郡農会長、同町村長会長、方面委員大分郡支部長、大分県農業会理事、大分郡所得税調査委員なども務めた。
戦後、1946年（昭和21年）4月の第22回衆議院議員総選挙で大分県全県区から農本党所属で出馬して当選し、衆議院議員に1期在任した。この間、協同民主党政策調査会内政部長、国民協同党政策調査会外務部長などを務めた。その後、公職追放となった。
1954年（昭和29年）10月、村合併で新挾間村の誕生の際に村長に選出され、町制施行で挾間町となり1期在任した。この間、役場庁舎建設地の決定、道路整備、農業振興に尽力した。